# Paralaophonte echinata
Paralaophonte echinata is een eenoogkreeftjessoort uit de familie van de Laophontidae. De wetenschappelijke naam van de soort is voor het eerst geldig gepubliceerd in 1986 door Fiers.